# لاريسا أروجو
لاريسا أروجو مواليد 1 يوليو 1992، هي لاعبة كرة يد برازيلية تلعب كجناح أيسر. مثلت منتخب البرازيل لكرة اليد للسيدات.

## سجل المنافسة
شاركت في البطولات التالية:
- بطولة العالم لكرة اليد للسيدات 2015

## روابط خارجية
- لاريسا أروجو على موقع الاتحاد الدولي لكرة اليد (الإنجليزية)
- لاريسا أروجو على موقع الاتحاد الأوروبي لكرة اليد (الإنجليزية)
- لاريسا أروجو على موقع اللجنة الأولمبية الدولية (الإنجليزية)
- لاريسا أروجو على موقع أوليمبيديا (الإنجليزية)